# Jefferson Tavares
Jefferson Tavares da Silva (Río de Janeiro, 22 de noviembre de 1989) es un futbolista brasileño nacionalizado boliviano. Juega como delantero en Maricá Futebol Clube de la Serie D de Brasil.

## Clubes
| Club                     | País      | Año       |
| ------------------------ | --------- | --------- |
| Madureira                | Brasil    | 2012-2014 |
| CRAC                     | Brasil    | 2014      |
| Destroyers               | Bolivia   | 2015      |
| Real América             | Bolivia   | 2016-2017 |
| Deportivo Kala           | Bolivia   | 2017      |
| Destroyers               | Bolivia   | 2018-2019 |
| Mouloudia d'Oujda        | Marruecos | 2019      |
| Gol Gohar Sirjan FC      | Irán      | 2019      |
| Atlético Palmaflor       | Bolivia   | 2020      |
| Royal Pari               | Bolivia   | 2021      |
| Blooming                 | Bolivia   | 2022      |
| Nanjing City             | China     | 2023      |
| Shanghai Jiading Huilong | China     | 2023      |
| Jorge Wilstermann        | Bolivia   | 2024      |
| Maricá FC                | Brasil    | 2025-     |